# 1502
1502 (MDII) fue un año común comenzado en sábado del calendario juliano.

## Acontecimientos
- 1 de enero: en la costa de la actual Brasil, Américo Vespucio descubre la bahía de Guanabara, donde luego se fundaría la villa de Río de Janeiro.
- 14 de febrero: en Castilla, Isabel la Católica publica una «pragmática» que ordena la conversión o expulsión de todos los moriscos (musulmanes) del Reino nazarí de Granada antes de abril de 1502.
- 3 de mayo: en la actual Guajira venezolana, Alonso de Ojeda y sus hombres fundan Santa Cruz de Coquibacoa, que es la primera población fundada por europeos en el continente americano.
- 11 de mayo: en España, comienza el cuarto viaje de Colón.
- 21 de mayo: en medio del océano Atlántico sur, a 3134 km al noroeste de Ciudad del Cabo, el navegante español Juan de Nova (que trabajaba para los portugueses) y sus hombres, que regresaban de un viaje desde la India, descubren la minúscula isla de Santa Elena, de 15 × 11 km. Dejaron ganado, verduras y árboles frutales, construyeron una capilla y una choza, donde dejaron a los enfermos para devolverlos a Portugal en la siguiente embarcación si se recuperaban, pero sin llegar a formar un asentamiento permanente. En 1588 los británicos se apropiarán de la isla.
- 22 de mayo: en Toledo (España) las cortes castellanas reconocen y juran a Felipe el Hermoso y a Juana I de Castilla como herederos de la corona del Reino de Castilla.[1]
- 15 de junio: en el mar Caribe, Cristóbal Colón y sus hombres llegan a la isla de Martinica.
- 19 de junio: en algún lugar de la península itálica ―en el marco de la guerra de Nápoles (1501-1504)― comienzan las hostilidades entre las tropas francesas de Luis de Armagnac y las españolas de Gonzalo Fernández de Córdoba.
- 15 de julio (o 24 de marzo): en México-Tenochtitlan (la capital del Imperio mexica), el aristócrata Moctezuma Xocoyotzin es elegido como huey tlatoani.
- 17 de noviembre: en El Cairo (Egipto) se registra un terremoto (sin más datos).
- 21 de diciembre: en la playa de Torregarcía (en la provincia española de Almería), el vigía Andrés de Jaén encuentra una estatuilla de la Virgen del Mar, procedente probablemente de un navío naufragado o asaltado por piratas berberiscos.
- 31 de diciembre: en algún lugar del norte de Italia, César Borgia vence al duque de Urbino.
- Primera expedición de negros a Haití.
- Los Reyes Católicos se autonombran con el título de «emperadores romanos».

## Nacimientos
- 7 de enero: Gregorio XIII, papa italiano entre 1572 y 1585 (f. 1585).
- 20 de enero: Sebastián de Aparicio, arriero y religioso español (f. 1600).
- 6 de junio: Juan III, rey portugués.
- Atahualpa, último soberano del Imperio incaico.
- Miguel López de Legazpi, conquistador español.
- Pedro Nunes, matemático portugués.

## Fallecimientos
- 2 de abril: Arturo Tudor (15), noble inglés (n. 1486).
- 2 de septiembre: Ahuízotl, huey tlatoani mexica (n. 1486).
- Cuantoma, rey sayulense.
- Diego Hurtado de Mendoza y Quiñones, cardenal español.

## Efemérides
- 12 de octubre: Se cumplen una década del Descubrimiento de América por Cristóbal Colón.